# Південно-Аравійський фронт Першої світової війни
Південно-Аравійський фронт Першої світової війни (англ. South Arabia during World War I — військова кампанія на Близькосхідному театрі воєнних дій за часів Першої світової війни, що тривала з 10 листопада 1914 до червня 1916 року. Розмах воєнних дій мав незначні масштаби, бої відбувалися осередками на півдні Аравійського півострову. Головні події розгорнулися навколо спроби армії Османської імперії здобути контроль над містом Аден, столицею Британського протекторату Аден, яке грало виключну роль у системі комунікацій через Суецький канал між Азією та Європою, де точилися основні битви Першої світової війни.

## Історія
5 листопада 1914 року Британська імперія оголосила війну Османській імперії, а турки у взаємодії з тамтешніми племенами арабів спробували організувати наступ на протекторат Аден. Тим часом командир 29-ї індійської бригади бригадний генерал В.Кокс, що прямувала морем з Індії до Суецького каналу, отримав наказ негайно висадитися на берегу Аравійського півострову та відбити у турків Шейх-Саїд. На цьому стратегічно важливому півострові, розташованому в Баб-ель-Мандебській протоці біля острову Перім, османські війська намагалися закріпитися, будуючи укріплення та зосереджуючи свої сили. 10 листопада перші британські підрозділи під прикриттям корабельної артилерії панцерного крейсера «Герцог Единбурзький» висадилися на берегу півострову. Британські солдати за підтримки спішеного підрозділу моряків Королівського флоту атакували турецькі позиції й змусили їх відступити. Після чого сапери підірвали усі фортифікаційні споруди і, завершивши виконання завдання, британська бригада завантажилася на судна й вирушила далі до Єгипту.
Через сім місяців османські війська здобули Шейх-Саїд і здійснили спробу захопити острів Перім, однак їхній наступ був відбитий гарнізоном острову, підрозділами 23-го сикхського інженерного батальйону.
У липні 1915 року османська армія перетнула кордон з султанатом Лахедж, що перебував у дружніх стосунках з британською владою, й займав виграшне місце в центрі торговельних шляхів на півдні Аравійського півострову. Султан звернувся до командира аденської бригади генерала Шоу з проханням про допомогу. Передовий загін на верблюдах прибув до столиці султанату Лахджі та виявили великі сили турецьких військ, яких підтримували місцеві арабські племена.
4 липня 1915 року зав'язався бій за місце зійшлися декілька сотень британських військових, котрих підтримували лахджські племінні формування, проти кількох тисяч османської регулярної армії з 20 гарматами, посилених кінними арабськими загонами. Османи атакували багато разів, але усі штурми були відбиті. У протистоянні загинув султан, а британці 5 липня змушені були відступити до своєї колонії.
Після поразки під Лахджем англійці відступили до Ель-Кавра, по п'ятам їх переслідували османські формування, що опанували Шейх-Осман, практично відрізавши британців від решти колонії. Основні сили британської армії зосередилися власно в столиці — місті Аден. 20 липня 1915 року з'єднані підрозділи від Аденської бригади, 28-ї Індійської бригади за підтримки артилерії і саперів раптом атакували турецькі війська в Шейх-Османі, завдавши їм нищівної поразки, й визволивши місто. Турки втратили від 50 до 60 своїх вояків, декілька сотень були захоплені в полон. У вересні британські сили одночасно атакою суходолом та вогнем з моря крейсера «Філомел», штурмували Лахдж, вибивши звідти противника.
Надалі між османськими та британськими військами сталося декілька сутичок локального характеру, що не впливали на загальне положення сторін. Британцям бракувало сил для розвитку наступу та утримання усіх позицій на півдні Аравійського півострову, туркам також не вистачало регулярних військ для розгрому британської колонії.
З червня 1916 року ситуація різко змінилася на користь Британської імперії. Інспіроване та підігріте британськими агентами, в першу Лоуренсом Аравійським, повстання у Хіджазі, що переросло на всеарабське повстання, відгорнуло усі сили османської армії на боротьбу проти арабських летючих кінних загонів, що завдавали чутних ударів по тилах турецьких військ. На утриманні позицій у Південній Аравії турецьке командування залишило мінімум сил, яких ледве вистачало тільки для охорони оборонних рубежів. Британці, побудувавши фортифікаційні позиції по периметру Адена, не вживали спроб визволити захоплені турками землі, залишаючи під своїм контролем усі ключові об'єкти.
У жовтні 1918 року був підписаний мирний договір у Мудросі, який вимагав капітуляції залишків османських військ в Хіджазі, Іраку, Османській Сирії, Ємені та виведення їх з Персії, Кілікії, Закавказзя. Незабаром Османська імперія розпалася, припинив сім сотень свого існування.